# Procés Penrose
En el camp de la física dels forats negre, el procés Penrose és el nom donat a un procés físic que pot extreure l'energia d'un forat negre en rotació (forat negre de Kerr o forat negre de Kerr-Newman). El seu nom ha estat en honor de matemàtic  britànic Roger Penrose qui el va propostar de 1969, pel que s'ha convertit en un dels seus treballs més famosos.

## Principi
D'acord amb la llei de la mecànica clàssica i la relativitat general, un forat negre és una regió de l'espai de la qual no pot escapar res. Per tant, pot semblar sorprenent que podem extreure energia d'un forat negre. Això és, no obstant possible, ja que una part de l'energia del forat negre es presenta en forma d'energia cinètica de rotació. En aquest cas, a l'enviar una partícula en sentit oposat a la rotació del forat negre, hi haurà una tendència a disminuir la seva energia cinètica de rotació. Però això no és suficient per a recuperar aquesta energia. El principi, ideat per Penrose és el següent: 
- Llencem un objecte seguint una trajectòria determinada cap a un forat negre en rotació.
- Una vegada en una regió específica, anomenada ergosfera i situat en els voltants, però fora del forat negre, es trenca l'objecte en dos conferint-li una trajectòria definida.
- Un d'aquests objectes és absorbit pel forat negre seguint una trajectòria que redueix l'energia cinètica de rotació del forat negre,
- L'altre objecte escapa del seu camp gravitacional a una velocitat superior a la de la partícula incident, de tal manera que l'energia

## Limitacions
L'extracció d'energia pel procés de Penrose tendeix a disminuir l'energia cinètica de rotació del forat negre. D'acord amb la famosa fórmula E=mc², una disminució de l'energia cinètica produeix una disminució en la massa del forat negre. L'extracció d'energia només és possible si el forat negre està girant, és a dir, que té una ergosfera. D'altra banda, hi ha un límit a la quantitat d'energia cinètica de rotació d'un forat negre pot tenir: augmentar la seva energia cinètica de rotació d'un forat negre és augmentar el seu moment cinètic; o existeix un límit al moment cinètic d'un forat negre de massa donada més enllà de la qual ja no és un forat negre, sinó un singularitat nua. Per tant, hi ha un valor màxim d'energia que pot extreure's d'un forat negre massa M donada. Una vegada fet això, la seva massa és menor, però no pot disminuir. Es diu, per raons òbvies, massa irreductible. En la configuració més favorable, on el moment angular del forat negre té el valor màxim permès (forat negre extrem), la quantitat d'energia que pot extreure's d'un forat negre inicialment massa M és 
{\displaystyle E=\left(1-{\frac {1}{\sqrt {2}}}\right)Mc^{2}},
on c és la velocitat de la llum, l'energia que correspon a aproximadament el 29% de l'energia en massa del forat negre de partida.

## Altres aplicacions
Hi ha un anàleg en qüestió d'ones al procés Penrose. Es diu superradiància, i va ser descobert poc després de forma independent per Charles W. Misner Boris Zel'dovitch al (1972) i Alexei Starobinsky al (1973). En aquest cas, estudiant el procés de difusió d'una ona electromagnètica, es mostra que sota certes condicions, la part absorbida per un forat negre d'una ona incident és vist per un observador distant de forat negre com tenint una energia negativa, mentre que l'energia de l'ona transmesa és, superior a l'energia de l'ona incident, una situació essencialment anàloga a una situació ben coneguda en l'àmbit de la física no gravitacional, la paradoxa de Klein